# Abondance (manzana)
Abondance es el nombre de la variedad cultivar de manzano (Malus domestica). 
Variedad de parentales desconocidos. Se cree que es de origen francés. Recibido por el National Fruit Trials en 1947. Los frutos tienen una pulpa blanca, seca y bastante áspera que pronto se decolora. El sabor es de dulce a subácido.

## Historia
'Abondance' es una variedad de manzana, de parentales desconocidos. Se cree que es de origen francés. Recibido por el National Fruit Trials en 1947.
'Abondance' se cultiva en la National Fruit Collection con el número de accesión: 1947-260 y Accession name: Abondance.

## Características
'Abondance' árbol de extensión erguida, de vigor moderadamente vigoroso, portador de espuela. Tiene un tiempo de floración que comienza a partir del 8 de mayo con el 10% de floración, para el 15 de mayo tiene una floración completa (80%), y para el 23 de mayo tiene un 90% caída de pétalos.
'Abondance' tiene una talla de fruto medio a grande; forma cónica a menudo con el plano de simetría ligeramente desviado, con una altura de 65.50mm, y con una anchura de 72.50mm; con nervaduras medianas; epidermis con color de fondo verde claro, con un sobre color rubor rojizo, importancia del sobre color medio, y patrón del sobre color manchas de rojo pardo en la cara expuesta al sol, "russeting" (pardeamiento áspero superficial que presentan algunas variedades) ausente o muy bajo; ojo de tamaño pequeño y apretado en una cuenca poco profunda y abierta; pedúnculo largo y delgado, situado en una cavidad profunda y en forma de embudo que se oxida con el "russeting" que irradia sobre el hombro, a veces sobre la cara de la manzana; carne es de color blanca, de grano grueso, algo seca y áspera. Se amarrona rápidamente cuando se expone al aire.
Se cosecha en la primera mitad del cuarto período. Su tiempo de recogida de cosecha se inicia a principios de octubre.

## Usos
Una buena manzana de uso en la elaboración de sidra de sabor seco intenso.

## Ploidismo
Diploide, auto estéril. Grupo de polinización: E, Día 16.